# Parklücke

Parallel einparken

Eine Parklücke ist ein freier Raum zwischen mehreren geparkten Kraftfahrzeugen, der genügend Platz zum Abstellen eines weiteren oder weniger weiterer Fahrzeuge bietet. Der Begriff wird primär für freie Flächen am Fahrbahnrand verwendet, gelegentlich aber auch für freie Plätze auf Parkplätzen oder in Parkhäusern. 
Beim Einparken zwischen parallel zur Fahrbahn stehenden Fahrzeugen spricht man von „seitwärts einparken“ oder „parallel einparken“. Das Einparken in eine solche Lücke nah genug am Fahrbahnrand ist vorwärts einfacher als rückwärts, erfordert aber wegen der bei Kraftfahrzeugen üblichen Vorderradlenkung wesentlich mehr Platz und verbietet sich daher bei vielen, nicht ausreichend langen Parklücken. Daher ist das rückwärtige Einparken in den meisten Ländern fester Bestandteil der Fahrausbildung und -prüfung. 

## Situation in Deutschland

### Gesetzliche Lage
Bei Konkurrenz zweier Autofahrer um eine freie oder frei werdende Parklücke gilt das Prinzip Wer zuerst kommt, mahlt zuerst: Wer die Stelle zuerst unmittelbar erreicht, erhält nach § 12 Abs. 5 StVO das Vorrecht zu ihrer Benutzung; dieses Recht bleibt erhalten, wenn er die zum (ggf. rückwärts) Einparken notwendigen Fahrbewegungen ausführt. Vorzug vor anderen Kraftfahrern erhalten auch an einer frei werdenden Parklücke wartende Autofahrer.
Das Freihalten von Parklücken durch eine Person oder Gegenstände gilt als allgemeine Verkehrsbehinderung im Sinne von § 1 Abs. 2 StVO und ist deshalb unzulässig. 
Wird während einer Fahrerlaubnisprüfung das Rückwärtseinparken durch den Prüfer verlangt, muss dem Prüfling eine Parklücke von mindestens 8 Meter Länge zur Verfügung stehen.

### Fahren in eine Parklücke unter Prüfungsbedingungen
Die Anweisung zur Ausführung der Grundaufgabe „Fahren in eine Parklücke“ in der Fahrausbildung wird vom Sachverständigen oder Prüfer gegeben.
Rückwärtsfahren in eine Parklücke (Längsaufstellung)
Inhalt der Grundfahraufgabe: Rückwärtsfahren in eine etwa 8 m lange Lücke (z. B. zwischen zwei hintereinander stehenden Fahrzeugen) und halten.
Fehlerbewertung
- Ungenügende Beobachtung des Verkehrs
- Auffahren auf den Bordstein oder Überfahren der Fahrbahnbegrenzung
- Fehlerhafte Endstellung (z. B. Einklemmen anderer Fahrzeuge)
- Abstand vom Bordstein oder von der Fahrbahnbegrenzung mehr als 30 cm
- Mehr als zwei Korrekturzüge.

Einfahren in eine Parklücke (Quer- oder Schrägaufstellung)
Inhalt der Grundfahraufgabe: Vorwärts- oder Rückwärtsfahren in eine Lücke zwischen zwei parallel stehenden Fahrzeugen oder auf eine quer oder schräg zur Fahrtrichtung markierte Parkfläche und anschließend halten.
Fehlerbewertung
- Ungenügende Beobachtung des Verkehrs
- Nicht ausreichender Seitenabstand
- Fahrzeugumriss ragt über markierte Parkfläche hinaus
- Mehr als zwei Korrekturzüge